# TV on the Radio
TV on the Radio je americká art rocková kapela založená v roce 2001 v Brooklynu v New Yorku v roce 2001. Její hudba zahrnuje mnoho různých žánrů, od post-punku po electro nebo soul.
Kapela vydala několik EPs, včetně jejich debutového Young Liars (2003), a čtyři kritikou uznávaná studiová alba Desperate Youth, Blood Thirsty Babes (2004), Return to Cookie Mountain (2006), Dear Science (2008) a Nine Types of Light (2011).
Po většinu existence TV on the Radio tvořili jádro kapely oficiální členové Tunde Adebimpe (zpěv/smyčky), David Andrew Sitek (kytara/klávesy/smyčky), Kyp Malone (zpěv/kytara/baskytara/smyčky), Jaleel Bunton (bicí/zpěv/smyčky/kytara) a Gerard Smith (baskytara/klávesy).

## Diskografie

### Alba
- OK Calculator (2002)
- Desperate Youth, Blood Thirsty Babes (2004)
- Return to Cookie Mountain (2006)
- Dear Science (2008)
- Nine Types of Light (2011)
- Seeds (2014)

### EPs
- Young Liars (2003)
- Staring at the Sun (2004)
- Live Sessions (2007)
- Live at Amoeba Music (2007)
- Read Silence (2009)

### Singly
- „Staring at the Sun“ (2004)
- „New Health Rock“ (2004)
- „Dry Drunk Emperor“ (2005)
- „Wolf Like Me“ (2006)
- „Province“ (2007)
- „Golden Age“ (2008)
- „Dancing Choose“ (2008)
- „Crying“ (2009)
- „Family Tree“ (2009)
- „Will Do“ (2011)
- „Chemical Peels“ (2011)
- „Mercy“ (2013)
- „Million Miles“ (2013)